# Niño de la Rosa Fina
Francisco Doncel Quirós, conocido artísticamente como Niño de la Rosa Fina, cantaor flamenco de origen payo, nacido en el malagueño pueblo de Casares en 1896 y fallecido igualmente en Casares en 1981. 
Debutó artísticamente en Estepona y desde muy joven formó parte de los elencos flamencos más importantes de España. Compartió escenarios con casi todos los grandes, tales como Manuel Vallejo, Pepe Marchena, José Cepero, Corruco de Algeciras, Francisco Lema "Fosforito el Viejo" entre otros. Su mejores palos fueron los fandangos, a los que dio un estilo propio,  y los cantes de Granada.En los años 40 y 50 tenía una importante participación en bodas y fiestas a las que amenizaba tras su contratación. Fue un lujo para los que pudieron disfrutar de su cante.